# Compañía Meiningen

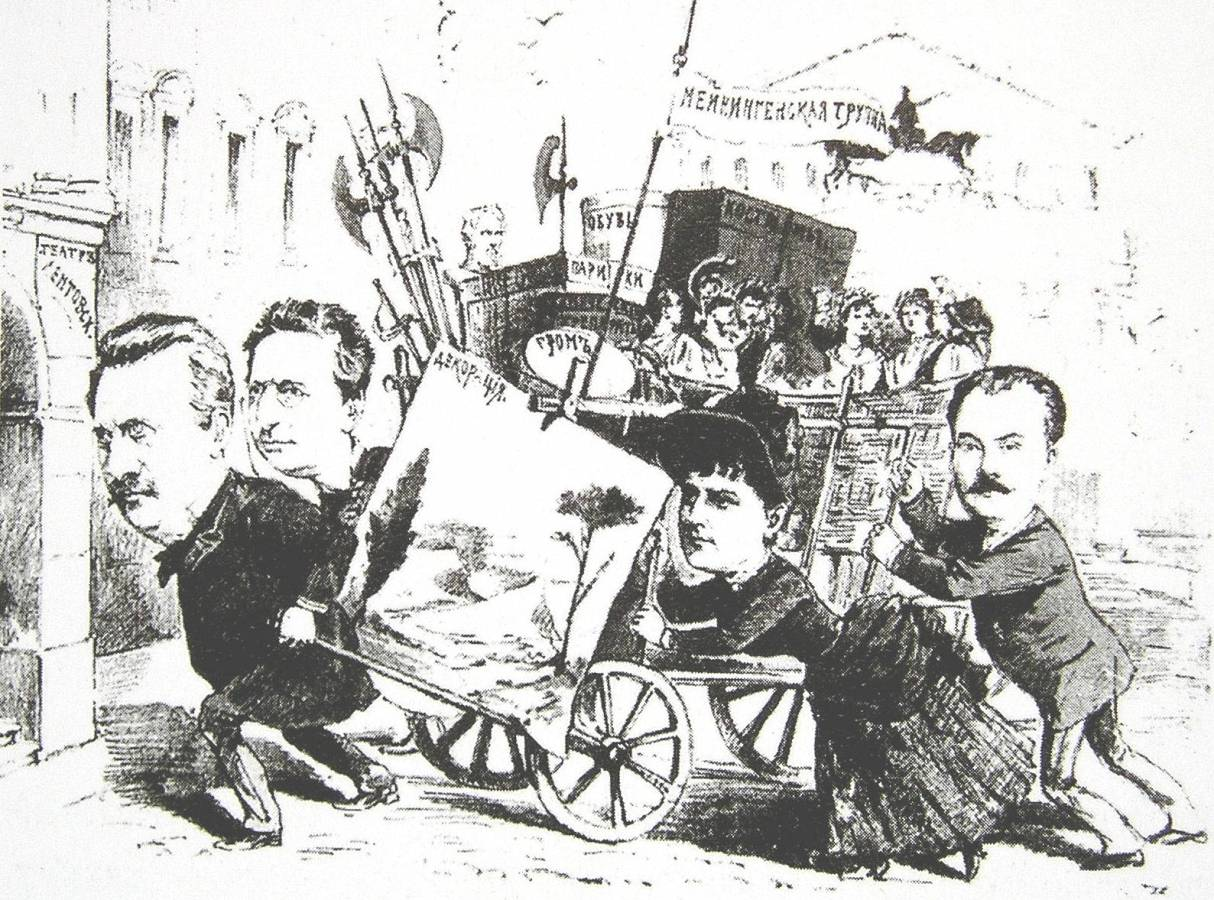
La compañía Meiningen entrando al Teatro de Arte de Moscú, caricatura rusa de 1885.

La Compañía de Meiningen, apodados Los Meininger (en alemán, Die Meininger), fue una compañía teatral con sede en el Teatro Estatal de Meiningen, el teatro de la corte del estado alemán de Sajonia-Meiningen, gobernado por Jorge II duque de Sajonia-Meiningen. Estuvieron operando entre 1874 a 1890 realizando un total de 81 giras, y pasaron a la historia por introducir una reforma integral en el arte del teatro europeo de aquella época. Su director principal fue Ludwig Chronegk, bajo cuyo liderazgo recorrieron toda Europa y cosecharon grandes éxitos. El conjunto tuvo una gran influencia en Ibsen, Antoine y Stanislavski.
El duque admiraba los intentos de Charles Kean de representar las obras de Shakespeare de una manera históricamente precisa para el lugar y el período en que se desarrollaba cada drama. El conjunto que creó, que recorrió Alemania y Europa en 1874-1890, se hizo famoso por sus reproducciones detalladas y arqueológicamente auténticas de lugares y sus escenas de multitudes realistas e individualizadas. Sus producciones ofrecieron un modelo de una estética teatral integrada y unificada y una demostración del potencial de un modo de realización teatral estrictamente controlado y centrado en el director.

## La compañía
Jorge II de Sajonia-Meiningen destacó como gran intelectual entre la nobleza alemana de su época, estudió en las universidades de Bonn y Leipzig y se interesó por las artes en general y por el teatro y la música en particular. Cuando Jorge II sucede a su padre tras su abdicación forzada, ascendiendo al ducado, se hace cargo del Teatro de la Corte de Meiningen, tomando la responsabilidad de sus compañías de teatro y de música.
El Teatro de la Corte de Meiningen es creado por Bernardo II, padre de Jorge II, en 1831, siendo destinado principalmente a la ópera. Es en 1860 cuando se crea la compañía de teatro bajo la dirección del Barón von Stein que Jorge II, cuando accede al ducado y al control del teatro en 1866, sustituye por el dramaturgo Friedrich M. Bodenstedt . Finalmente, en 1870, prescinde de este y es el propio Jorge II quien asume las labores de su dirección.
A lo largo de su existencia, la compañía contó con distintos cargos que en cierto modo colegiaban la dirección de la compañía. En el periodo comprendido entre los años 1874 y 1890, los más destacados por sus giras por Europa, Jorge II puso a Helene von Heldburg (su tercera esposa y con anterioridad actriz de la compañía) al frente de la dirección de actores, y a Ludwig Chronegk como regidor o intendente de la misma. En cualquier caso fue el propio Jorge II quien en todo momento decidía sobre todos sus aspectos artísticos, llegando, desde determinar las obras a representar y fijar la actuación y movimientos sobre el escenario,  hasta bocetar él mismo escenografía y vestuario.
Entre 1874 y 1890 la actividad de la compañía se centra en giras por toda Europa, completando 81 giras por las principales capitales europeas en las que dio más de 2.500 representaciones, poniendo en escena obras de muy diferentes autores: Schiller, Shakespeare, Molière, Kleist, Ibsen,... la representación de Espectros de este último supuso su estreno absoluto.
Su actividad en Alemania no se limitó al Teatro de la Corte de Meiningen, sino que igualmente recorrió el país dando representaciones en los teatros privados que en aquel entonces comenzaban a abrirse (de 200 salas existentes en 1870 en Alemania, en quince años pasaron a 600); actuando igualmente en Berlín, convertida entonces en la capital del imperio germano, donde en 1883 se abrió en Deutscher Theater, primer teatro alemán.
Sus giras por Europa los sumó a los esfuerzos renovadores que se extendían por el continente, teniendo acceso a sus representaciones otros protagonistas de esta renovación: en París asistió a sus representaciones Antoine, y en Moscú Stanislavski, así como también tuvieron acceso a ellas Otto Brahm y Henry Irving.

## Dramaturgia
Los Meininger desarrollaron un teatro realista en el que la representación teatral adquiriera la ilusión de realidad, y procuraron desechar los usos del teatro de la época, centrado en la figura del actor-divo.
A principios del siglo XIX el teatro había llegado a convertirse en un arte meramente declamatorio en el que los actores competían por su lucimiento personal. Se venía de un teatro con escasos recursos técnicos convertido el escenario en un mero espacio entre proscenio y telón de fondo en el que los actores, principalmente de frente a los espectadores, declamaban sus diálogos para su mayor lucimiento, quedando la representación teatral reducida en sus movimientos y condicionada por ese lucimiento. La figura del actor-divo dominaba los escenarios, y el repertorio lo fijaban los intereses de ese actor, con un escaso número de obras que se adaptasen a su modo de actuar, a veces obras por encargo de este, o traducciones de extranjeros y adaptaciones de clásicos poco respetuosas con el texto, igualmente adaptadas a su modo de actuar.
Jorge II se enfrentó a esos usos. Amplió el repertorio de obras a representar y procuró una fidelidad al texto y una adaptación escénica acorde con ese texto. Sustituyó el simple telón de fondo y pasillos laterales por lo que se podría considerar ya una auténtica escenografía, con elementos que vinieran a dar la ilusión de la realidad buscada. Las representaciones de Los Meininger se distinguieron por su verosimilitud, lograda por la puesta en escena de detallados estudios sobre la escenografía, vestuario, y la incorporación de otras artes al servicio de la representación (en casos encargó música acorde con la representación) así como de nuevas técnicas que, como la iluminación, pusieron igualmente al servicio de una mejor ambientación de la obra.
Los Meininger prescindieron de la figura del actor-divo. La compañía se formó prescindiendo de figuras ya destacadas en su época y los que nos han llegado como conocidos: Joseph Kainz y Albert Bassermman, llegaron a serlo actuando en ella. En ocasiones llegó a valerse de un gran elenco de actores marcando pormenorizadamente el movimiento de estos sobre el escenario, buscando una apariencia de naturalidad y procurando que quedasen incluidos en la dramaturgia, con técnicas que llevasen la atención del espectador a la acción principal.

### El director
Remontándonos a la Grecia clásica ya existía un encargado de la puesta en marcha de la representación teatral: el didaskalos o maestro; en teatro romano existía su equivalente: el dóminus gregis; en unos y otros casos esta figura podía estar asociada al poeta autor de la obra, al actor que la representaba o al empresario que la ponía en marcha. Esta figura no desaparece y a lo largo de los siglos pueden encontrase referencias a ella con diferentes apelativos: conductor, ordenador, maestro de juegos,... Shakespeare dirigió y actuó en sus propios dramas al igual que dirigió y actuó en otros dramas representados por su compañía; al igual que Molière que dirigió la compañía que representaba sus obras y en la que también actuó sobre los escenarios.
Sería a principios del siglo XIX, cuando la responsabilidad de la puesta en escena recayó en el actor-divo, en casos también empresario de la compañía, cuando tal situación habría llevado al teatro a un extremo empobrecimiento artístico.
Como reacción a esta situación, en una época en la que se amplían las posibilidades del teatro con nuevas técnicas, surge la necesidad de una figura independiente que asuma de forma objetiva la responsabilidad de la representación teatral. Los Meininger pueden considerarse el resultado de esa necesidad, y a Jorge II como el primer director de teatro moderno (junto a, o en competencia con André Antoine).
Sería imprescindible citar aquí a Wagner, la formulación de su "arte total", las representaciones de sus obras llevadas a cabo por Adolphe Appia, y el propio Adolphe Appia, como influencias en la renovación que se produjo en el teatro durante el siglo XIX.